# Qigong
Qigong (chinesisch 氣功 / 气功, Pinyin qìgōngⓘ, W.-G. ch'i-kung, in geläufiger Schreibweise auch Chigong) ist eine chinesische Meditations-, Konzentrations- und Bewegungsform zur Kultivierung von Körper und Geist. Auch Kampfkunst-Übungen werden darunter verstanden. Zur Praxis gehören Atemübungen, Körper- und Bewegungsübungen, Konzentrationsübungen und Meditationsübungen. Die Übungen sollen der Harmonisierung und Regulierung des Qi-Flusses im Körper dienen.
Der Ursprung der Übungen liegt weit zurück, schon bei Zhuangzi werden bestimmte Formen angedeutet, und aus der Zeit der Han-Dynastie liegen Seidenbilder vor. Der Name Qigong wurde zum ersten Mal von dem Daoisten Xu Xun aus der Jin-Zeit verwendet und bezeichnet seitdem bestimmte Übungen in der Kampfkunst. In der Geschichte Chinas hat diese Praxis als Gesundheitsvorsorge immer eine große Rolle gespielt, wurde aber auch für religiös-geistige Zwecke, insbesondere im Daoismus, Buddhismus und Konfuzianismus, eingesetzt und in den Klöstern überliefert. Die Bezeichnung Qigong für diese Übungen findet jedoch erst seit den 1950er Jahren Verwendung und die unterschiedlichen Stilarten des Qigong sind zum Teil ganz neue Entwicklungen. Die frühesten Formen von Qigong-Praktiken lassen sich bis in die Zeit der Zhou-Dynastie (1046–256 v. Chr.) zurückverfolgen. Diese frühen Formen waren oft mit Schamanismus und religiösen Ritualen verbunden.
In den 1950er Jahren wurde der Name Qigong von dem Arzt Liu Guizhen für diese Gesundheitsübungen verwendet, der in seiner Arbeit Techniken alter Tradition zur Förderung und Stabilisierung des Energiehaushaltes des Körpers und zur Behandlung von Krankheiten verwendete.

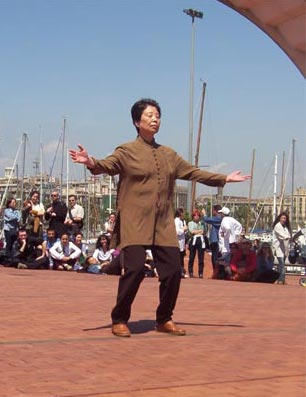
Frau bei einer Qigong-Übung (2003)

## Etymologie
„Qi“ (氣 / 气 – ähnlich wie „tschi“ ausgesprochen, als Umschrift im Japanischen „ki“, im Koreanischen „ki“ bzw. „gi“ und im Vietnamesischen „khí“) steht in der chinesischen Philosophie und Medizin sowohl für die bewegende als auch für die vitale Kraft des Körpers, aber auch der gesamten Welt. In der chinesischen Sprache hat es die Bedeutung von Atem, Energie und Fluidum. Der Begriff umfasst viele Ausprägungsformen und Wirkungsweisen. „Gong“ als chinesischer Begriff bedeutet einerseits „Arbeit“, aber auch „Fähigkeit“. Somit kann man Qigong als „stete Arbeit am Qi“ übersetzen, oder auch als „Fähigkeit, mit Qi umzugehen, es zu nutzen“.
Die Praxis des Qigong soll die Lebensenergie stärken, um zu einer gesunden körperlichen und geistigen Verfassung zu gelangen und somit das Leben zu verlängern.

## Geschichte
Die nachvollziehbare historische Entwicklung des Qigong zeigt Veränderungen in Inhalten und Zielsetzungen. Die wichtigsten Einflüsse kamen dabei aus dem Daoismus, dem Buddhismus, den Kampfkünsten und der traditionellen chinesischen Medizin. Hierbei lassen sich keine strengen Trennlinien ziehen, die verschiedenen Strömungen flossen ineinander, verzweigten sich und wurden wieder miteinander verflochten.

### Die Einflüsse der chinesischen Medizin

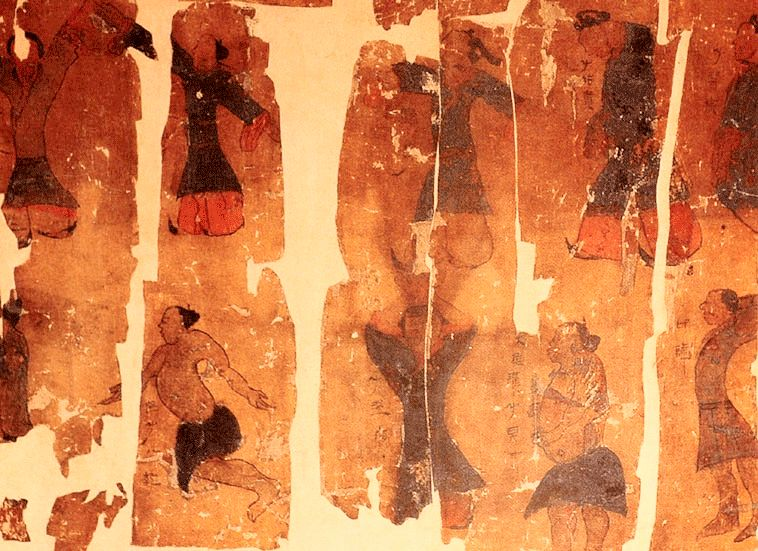
Seidentuchfragment mit gemalten Qigongübungen, 2. Jhd. vor Christus

Das älteste überlieferte Werk der chinesischen Medizin, Huangdi Neijing Su Wen (Fragen und Antworten des Gelben Kaisers zum Inneren) wird auf die Zeit um 200 v. Chr. datiert. In ihm finden sich die ersten schriftlichen Hinweise auf Körperübungen zur Erhaltung der Gesundheit.
Im Jahr 1973 wurden in dem Dorf Mawangdui, nahe bei Changsha, in einem Grab aus der frühen Han-Zeit mehrere Seidentücher gefunden, teilweise beschrieben mit historischen Texten wie dem Daodejing, teilweise bemalt. Ihr Alter wird auf etwa 2500 Jahre datiert. Ein Fragment zeigt 44 Menschen bei Übungen zum Führen des Atems und zum Dehnen des Körpers. Sie sind nach Tierstellungen benannt oder den Krankheiten, denen sie entgegenwirken sollen. Obwohl aus jener frühen Epoche der chinesischen Kultur mehrere Hinweise auf Qigong-Praktiken überliefert sind, ist es nicht möglich, eine nachvollziehbare Methode daraus abzuleiten.
Wenn auch die Konzepte der chinesischen Medizin eine völlig andere Vorstellung der Lebensfunktionen zeichnen als die Naturwissenschaften, so erstellten sie damit dennoch Landkarten, von denen Diagnose- und Therapiemethoden abgeleitet wurden. Wie und warum sie wirken, ist bisher nur in der Sprache der chinesischen Medizin beschreibbar.
Die chinesische Medizin geht davon aus, dass der Fluss des Qi, seine Qualitäten und seine Veränderungen für das Wohlbefinden oder das Auftreten von Krankheiten verantwortlich sind. Aus dieser Vorstellung wurden die Konzepte von Yin und Yang und den Fünf Wandlungsphasen entwickelt.
Viele Menschen, die an Qi glauben, haben die Vorstellung, dass es im Körper nach verschiedenen Mustern zirkuliert. Sie sind der Auffassung, dass es ein Qi der inneren Organe gibt, das in den Leitbahnen (Meridianen) kreist und eine schützende Wirkung an der Körperoberfläche und dicht um den Körper herum hat.
Im medizinischen, also die Gesundheit fördernden und stabilisierenden Yangsheng – Qigong soll das harmonische Zusammenspiel der Substanzen Qi, Jing = Essenz, Xue = Blut und Jinye = Körpersäfte durch die Übungen gewährleistet werden. Dabei spielt das Mehren und Lenken des Qi die wichtigste Rolle.
Gemäß dem Leitspruch, dass es besser sei, Gesundheit zu erhalten, statt Krankheit zu heilen, gibt es im medizinischen Qigong eine große Anzahl von Übungsreihen, die dem System Stabilität verleihen sollen, um einem Ungleichgewicht vorzubeugen. Ein Beispiel bildet die Reihe des Dao Shi Qigong, Übungen im Einklang mit den Jahreszeiten. Hier wird deutlich, wie sehr das Innere und das Äußere als sich beeinflussende Einheiten verstanden werden.
In den Epochen der Sui- und Tang-Zeit (589–907 n. Chr.) verbanden sich erstmals medizinische Vorstellungen und Qi-Konzepte der daoistischen Yangsheng-Literatur zu einer eigenen medizinischen Fachrichtung.

### Die Einflüsse des Daoismus
Als der Anfang dessen, was als Daoismus bezeichnet wird, kann eine Schrift angesehen werden, die vermutlich um etwa 400 v. Chr. entstanden ist. Diese Schrift wird häufig dem chinesischen Philosophen Laozi zugeschrieben. Dieser hat jedoch vermutlich nie gelebt. Bei dem Buch Daodejing handelt es sich wohl eher um eine Sammlung älterer, lange Zeit mündlich überlieferter Sprüche, die mit späteren Kommentaren vermischt wurden. Der knapp 5000 Schriftzeichen umfassende Text befasst sich in oft rätselhaften und vieldeutigen Formulierungen mit dem Wirken des Dao und der Tugend. Schon in der ersten Zeile verweigert der Autor eine klare Festlegung auf das, was Dao sei: „Das Dao, das enthüllt werden kann, ist kein ewiges Dao.“
Die von den Konfuzianern so hoch geschätzte Zivilisation ist demnach lediglich eine Entfremdung von der natürlichen Ordnung. Stattdessen empfiehlt das Buch ein Leben in Einfachheit. Der beste Herrscher ist einer, der durch Nichteingreifen (Wu wei) den Dingen ihren natürlichen Lauf lässt. Noch radikaler sind die Ideale des Zhuangzi, eines chinesischen Philosophen des vierten vorchristlichen Jahrhunderts, der jegliche Reglementierung ablehnt, das öffentliche Leben verspottet und die individuelle Ungebundenheit preist.
Im 3. Jahrhundert v. Chr. verbreitete sich der Huang-Lao-Daoismus, der sich auf die medizinischen Lehren des Huáng Dì in Vermengung mit den Lehren Laozis berief. In dieser Form erhielt der Daoismus eine starke politische Bedeutung und in Bezug auf die Erhaltung des Körpers eine gewisse Wissenschaftlichkeit. Andererseits verbreitete sich in jener Zeit der Glaube, durch bestimmte Qigong-Techniken körperliche Unsterblichkeit zu erlangen. Das Ideal der Unsterblichkeit steht dabei in direktem Zusammenhang mit dem Konzept von der Unversehrtheit einer postulierten kosmischen Ordnung. Demnach werde der Körper ebenso beständig und unversehrt funktionieren wie das gesamte Universum, wenn man es versteht, ihn nach den Regeln des Dao zu organisieren.
Aus der Zeit um 200 n. Chr. ist von dem Arzt Hua Tuo „die Kunst der fünf Tiere“, auch „Spiel der fünf Tiere“ (Wu Qin Xi), überliefert: „… darum übten die Weisen der Vorzeit die Kunst des Atmens. Sie streckten ihre Lenden und Gliedmaßen und bewegten die Muskeln des Unterbauchs. Auf diese Weise suchten sie das Altern aufzuhalten. Ich besitze eine Methode, welche die Kunst der fünf Tiere heißt, des Tigers, des Hirschen, des Bären, Affen und Vogels.“
Unter den verschiedenen Techniken zur Lebensverlängerung nimmt im Daoismus die chinesische Alchemie eine Schlüsselstellung ein. Dabei wird zwischen zwei Arten unterschieden: der äußeren (waidan) und der inneren (neidan) Alchemie. In der äußeren Alchemie wird versucht, aus möglichst reinen Substanzen ein Elixier herzustellen, das den Körper unvergänglich macht. Die innere Alchemie bewirkt durch meditative Techniken, kombiniert mit Atem- und Bewegungsübungen, Vorgänge im Körper, die im übertragenen Sinne geistige Unsterblichkeit herbeiführen sollten. Die Möglichkeiten der Lebensverlängerung, Verjüngung und Erhalt der Gesundheit sammeln sich unter dem Begriff Yangsheng („den Körper nähren“), der heute für das medizinisch ausgerichtete Qigong verwendet wird.
Leicht zu verwechseln ist die Bezeichnung mit Yangshen (den Geist nähren), das sich auf die mehr meditativen Methoden bezieht, in der die Alchemie als eine Transformation des Bewusstseins verstanden wird.
Als eine der höchsten Schulen dieses alchemistischen Qigong gilt das Tai Yi Jin Hua Zong Zhi, Das Geheimnis der Goldenen Blüte. Die Technik geht wohl auf ältere daoistische Quellen zurück und wird in einem Werk von Wei Bo Yang (um 140 n. Chr.) als älteste Überlieferung beschrieben. In späteren Ausführungen wird der buddhistische Einfluss dann unübersehbar und die Methode wurde in Abwandlungen zu einem wichtigen Bestandteil des Chan-Buddhismus (Zen). Dieses Qigong ist rein meditativ und beginnt mit dem Führen und Lenken des Atems. Es werden keine körperlichen Übungen ausgeführt. Um die Mitte des 2. Jh. n. Chr. spaltete sich eine religiöse Form des Daoismus ab, die Himmelsmeister.
Eine wichtige Rolle darin spielte die Heilung von Krankheiten mittels Ritualen und Talismanen. Außerdem hatte mediale Wahrsagerei einen großen Stellenwert. Im Gegensatz zum philosophischen Daoismus entwickelte der religiöse Daoismus ein Götter-Pantheon, das sich einer systematischen Darstellung entzieht. Während in den Tempeln eine mehr volksnahe Religiosität betrieben wurde, pflegte ab dem 12. Jh. der Quanzhen-Daoismus in zurückgezogenen Klöstern die Techniken des Yangshen Qigong.
Seit dem Ende des 6. Jh. nahm der Einfluss des Buddhismus auf das geistige Leben Chinas enorm zu. Aber auch der Daoismus wurde, vor allem in den oberen gesellschaftlichen Schichten, geschätzt und gefördert. Während dieser Blütezeit, die bis zum Ende der Tang-Dynastie (907 n. Chr.) dauerte, vermischten sich die Inhalte beider Lehren, ein Prozess, der bis in die Theorien der klassischen Medizin hineinwirkte. Rituelle Praktiken, heilkundliche Vorstellungen und weltanschauliche Ideen verbanden sich zu neuen Konzepten. Aus dieser Zeit dürften Übungen stammen, die sich auf die jahreszeitlichen Epochen des chinesischen Kalenders beziehen, um das Qi des Körpers mit dem der Atmosphäre in Einklang zu bringen. Das um die Jahrtausendwende entstandene Werk Yuanqi Lun (Textsammlung über das ursprüngliche Qi) verweist immer wieder auf die Bedeutung der Leere des Herzens (ein Begriff der bereits bei Zhuangzi zentral ist) als Grundvoraussetzung für einen Zugriff auf das ursprüngliche Qi und somit die Wirksamkeit der Atem- und Körperübungen.
Neben dem Herz, angesehen als Palast des Geistes, spielen im daoistischen Qigong auch die drei Dantian und der sogenannte Kleine Himmlischer Kreislauf und Große Himmlischer Kreislauf eine entscheidende Rolle. In oftmals sehr verschlüsselten, schwer nachvollziehbaren Anweisungen, wird der Adept darin gelehrt, sein Qi zu reinigen und zu schmelzen, die drei Dantian zu vereinigen oder zum Ursprünglichen zurückzukehren.
Mit dem Beginn der Song-Dynastie übernahmen neokonfuzianische Theorien die Entwicklung des chinesischen Geisteslebens. Das Qi wurde nun mehr naturwissenschaftlich untersucht, was für den medizinischen Fortschritt sehr förderlich war. Daoistische Praktiken wurden in die Klöster und Tempel zurückgedrängt. Die wichtigsten Zentren dieser Kultur sind der Wudang Shan in der Provinz Hu, der Emei Shan im Süden und Laoshan an der Ostküste.

### Die Einflüsse des Buddhismus
Der im 5. Jahrhundert v. Chr. in Indien entstandene Buddhismus gelangte um die Zeitenwende nach China. Die Übertragung seiner Texte, der Sutras, ins Chinesische krankte in der Anfangsphase vor allem an den in der Zielsprache mangelnden Termini. So wurden Begriffe des Daoismus verwendet. Dao stand wechselnd für Dharma, die Lehre des Buddha, oder für Bodhi, Erleuchtung. Der Begriff Wu wei, nicht-Handeln, wurde nun zum Synonym für Nirvana. Im Wesentlichen fanden in der Frühzeit des chinesischen Buddhismus die Texte der dhyana-Übungen Verbreitung, die Atem-, Konzentrations- und Meditationstechniken enthielten. Hier lässt sich auch eine größere Begriffsnähe in den Konzepten Prana und Qi finden. Prana bedeutet wie Qi Atem, Atmung, Leben, Vitalität, Wind, Energie, Kraft und ist ebenso der menschlichen Seele sinnverwandt. Es vereint in sich sowohl die Vorstellungen einer universellen als auch einer individuellen Kraft. Da andererseits viele Grundgedanken des indischen Buddhismus den chinesischen Idealen aus konfuzianischem und daoistischem Denken entgegengesetzt waren, dauerte der Prozess der Assimilierung mehrere Jahrhunderte. Um 500 kam der buddhistische Mönch Da Mo (Bodhidharma) aus Indien nach China. Da er der Legende nach am kaiserlichen Hof nicht Gehör fand, zog er sich in das Shaolin-Kloster zurück. Dort meditierte er ununterbrochen neun Jahre in einer Höhle. Danach unterrichtete er die Mönche in der Methode Yi Jin Jing (Umwandlung der Muskulatur), um einerseits ihre schwächliche Konstitution zu stärken und gleichzeitig den Geist wachzuhalten. Ebenso wie die Technik des Knochenmark-Waschens (Xi Sui Jing) wurde Yi Jin Jing in die Kampfkünste integriert, die die Grundlagen der heute als Shaolin Quan (Gongfu) bekannten Methoden darstellen. Auch sind aus buddhistischer Tradition Übungen bekannt, die der Reinigung des Körpers dienen sollen und vermutlich aus dem indischen Yoga abgeleitet wurden.
In der Hauptsache aber kultivierte der an der Erlangung einer Erleuchtung interessierte Buddhismus eher meditative Techniken, die oftmals auf daoistische Wurzeln zurückgingen. Wenn auch in chinesisch-buddhistischen Texten der Begriff des Qi auftaucht, so ist damit eine gänzlich andere Betrachtung verbunden als im Daoismus. Es sind dann eher Parallelen mit der medizinischen Auffassung zu finden. So sind Vorstellungen von Kanälen beschrieben, die den Leitbahnen ähneln, und die Dantian können mit den Chakren der indischen Tradition verglichen werden.

### Einflüsse aus den Kampfkünsten
Die schon oben erwähnten Techniken der Shaolin-Mönche fanden nur langsam Eingang in andere Kampfkunst-Schulen. Die Methode Yi Jin Jing besteht vorwiegend aus einem wechselnden Anspannen und Entspannen einzelner Muskelpartien. Dadurch wird Qi und Blut in der bearbeiteten Region gesammelt und langsam verteilt. Das gesamte Trainingsprogramm kann bis zu 16 Stunden täglich in Anspruch nehmen. Dafür zeigen die Kampfmönche allerdings auch hervorragende Leistungen. Aus den Vorbereitungstechniken für eine hohe Kampfbereitschaft wurden Praktiken, die sich für die allgemeine Gesundheitsvorsorge eigneten, wie zum Beispiel das Eisenhemd-Qigong, in die Yangsheng-Tradition übernommen. Es ist eine Frage, wie weit der Qi-Begriff gefasst werden kann, ob alle Techniken aus den Kampfkünsten tatsächlich als Qigong bezeichnet werden dürfen. Sicherlich in die Reihe der tausend Qigong-Methoden gehören die sogenannten inneren Kampfkünste Taijiquan, Baguazhang und Xingyiquan, die zum Besiegen des Gegners Qi anstelle von Körperkraft, Geschicklichkeit oder Geschwindigkeit einsetzen.

### Einflüsse der Neuzeit
Nach der sogenannten Kulturrevolution in der VR China, während der alle Traditionen als revanchistisch verpönt waren und verfolgt wurden, erlebte die Kunst des Qigong langsam eine Renaissance. Sie wird nun als ein einmaliger Schatz der chinesischen Kultur betrachtet, und es gibt Bemühungen, die Wirksamkeit des Qi wissenschaftlich zu erforschen. Viele neue Systeme, vor allem im therapeutischen Bereich, wurden entwickelt, andere, angeblich sehr alte, tauchten auf und fanden oft spektakuläre Verbreitung.
Vor allem in den letzten dreißig Jahren, seit Qigong in China wieder öffentlich verbreitet und staatlich gefördert wird, hat sich auf diesem Gebiet viel getan. Es werden zum Teil erstaunliche Heilungserfolge gemeldet. Nicht unerwähnt bleiben darf jedoch in diesem Zusammenhang, dass in den letzten Jahren auch vermehrt Fälle von Erkrankungen durch falsch angewandtes Qigong aufgetreten sind und in einigen Kliniken Spezialabteilungen für solche Phänomene eingerichtet wurden.
Neben der Pflege altüberlieferter Übungen scheint eine Epoche des Experimentierens angebrochen zu sein, in der Techniken unterschiedlicher Herkunft vermischt werden. Auch im Westen werden Qigong-Übungen mit Methoden aus der eigenen therapeutischen Tradition, zum Beispiel der Bioenergetischen Analyse (nach Alexander Lowen), der Atemtherapie, dem autogenen Training, kombiniert. Von einigen Praktizierenden wird diese Entwicklung als Synkretismus kritisiert, der auf schnelle Erfolge aus ist und ein über Jahrtausende gewachsenes Wissen über tiefgreifende energetische Vorgänge in Körper und Psyche respektlos assimiliere. Auch die chinesischen Bemühungen einer Verwissenschaftlichung des Qi-Phänomens nach abendländischen Maßstäben wird in diesem Zusammenhang genannt. Die sinologische Dissertation des Arztes Thomas Heise Qigong in der VR China: Entwicklung, Theorie und Praxis (1999) beleuchtet hier im Detail neben den frühzeitlichen Ursprüngen insbesondere diese Phase der zweiten Hälfte des 20. Jahrhunderts.
Im Jahr 2003 stellte das chinesische Sport-Ministerium zusammen mit der Chinese Health QiGong Association (CHQA) das neustrukturierte Gesundheits-Qigong vor, das in China durch staatliche Unterstützung eine große Verbreitung gefunden hat. Die alten Formen
- Yi Jin Jing (Buch der leichten Muskeln)
- Wu Qin Xi (Spiel der fünf Tiere)
- Liu Zi Jing (Sechs heilende Laute)
- Ba Duan Jin (Acht edle Übungen, Acht Stücke Brokat)

wurden von der Sportuniversität Peking und medizinischen Fachleuten geprüft und standardisiert. Im August 2007 organisierte die CHQA zeitgleich die 2nd International Health Qigong Demonstration and Exchange, die einen internationalen Wettkampf und die ersten Duan-Prüfungen der CHQA beinhalteten, sowie das International Symposium on Health Qigong Science, anlässlich dessen die gesammelten wissenschaftlichen Untersuchungen und Resultate zum Gesundheits-Qigong einer breiten Öffentlichkeit vorgestellt wurden. Im August 2009 hat in Shanghai die Veranstaltung 3rd International Health Qigong Tournament and Exchange stattgefunden. Dabei wurde auch die International Health Qigong Federation als internationale Vereinigung für das Gesundheits-Qigong gegründet.

## Qigong als Behandlungsmethode
In der stationären Behandlung von psychisch erkrankten Patienten finden Qigong-Übungen zunehmend Anwendung als nonverbales, begleitendes Therapieverfahren.
Qigong verbesserte in einer randomisierten kontrollierten Studie die Lebensqualität von Frauen, die sich einer Strahlentherapie gegen Brustkrebs unterzogen.
Qigong als zusätzliche Heimübung bei einem Lungenrehabilitationsprogramm: Die Analyse identifizierte Verbesserungstrends bei allen Teilnehmern in der Qigong-Gruppe, während in der Kontrollgruppe geringere Verbesserungen und Verschlechterungstrends festgestellt wurden.

## Formen des Qigong
Es gibt eine Vielzahl unterschiedlicher Richtungen des Qigong, darunter Praktiken aus der Richtung des Buddhismus und Praktiken aus der Richtung des Daoismus. Insgesamt wurden über eintausend verschiedene Richtungen beim Forschungsinstitut für Qigong in Peking angemeldet, von denen allerdings nur etwa einhundert anerkannt wurden.
Qigong wird erst dann zu Qigong, wenn sich wenigstens zwei von 7 Komponenten zu einer Einheit in der Übung verbinden: Entspannung – Ruhe – Natürlichkeit – Bewegung – Atmung – mentale Vorstellung – Ton.
Die unterschiedlichen Formen haben unterschiedliche Merkmale:
Im Daoismus wird Waidan, das äußere Elixier, zu den Bewegungsübungen und Kampfkünsten gerechnet. Dazu gehört auch Taijiquan.
Neidan, das innere Elixier, bezeichnet Atemübungen und innere (meditative und konzentrative) Qigong-Übungen. Innerhalb des Neidan gibt es noch Unterscheidungen zwischen Übungen mit Bewegung oder in bestimmten Körperhaltungen, Übungen des Nährens des ‚Qi‘, Qigong-Massage, medizinischem Qigong und Heilmethoden mit Qi.
Lohan, diese Qi Gong Form ist nach den Lohan benannt. Diese Menschen wurden vor 1000 Jahren in China wegen ihrer besonderen Fähigkeiten verehrt. Jeder Lohan hat eine ganz spezielle Haltung, in dieser wurde er auch abgebildet. Diese Haltungen sind die Basis für die Formen des Lohan Qi Gong.
Andere meditative Methoden werden auch als spirituelle Erleuchtungsübungen verstanden.